# بریتانیای زیرمجموعه روم

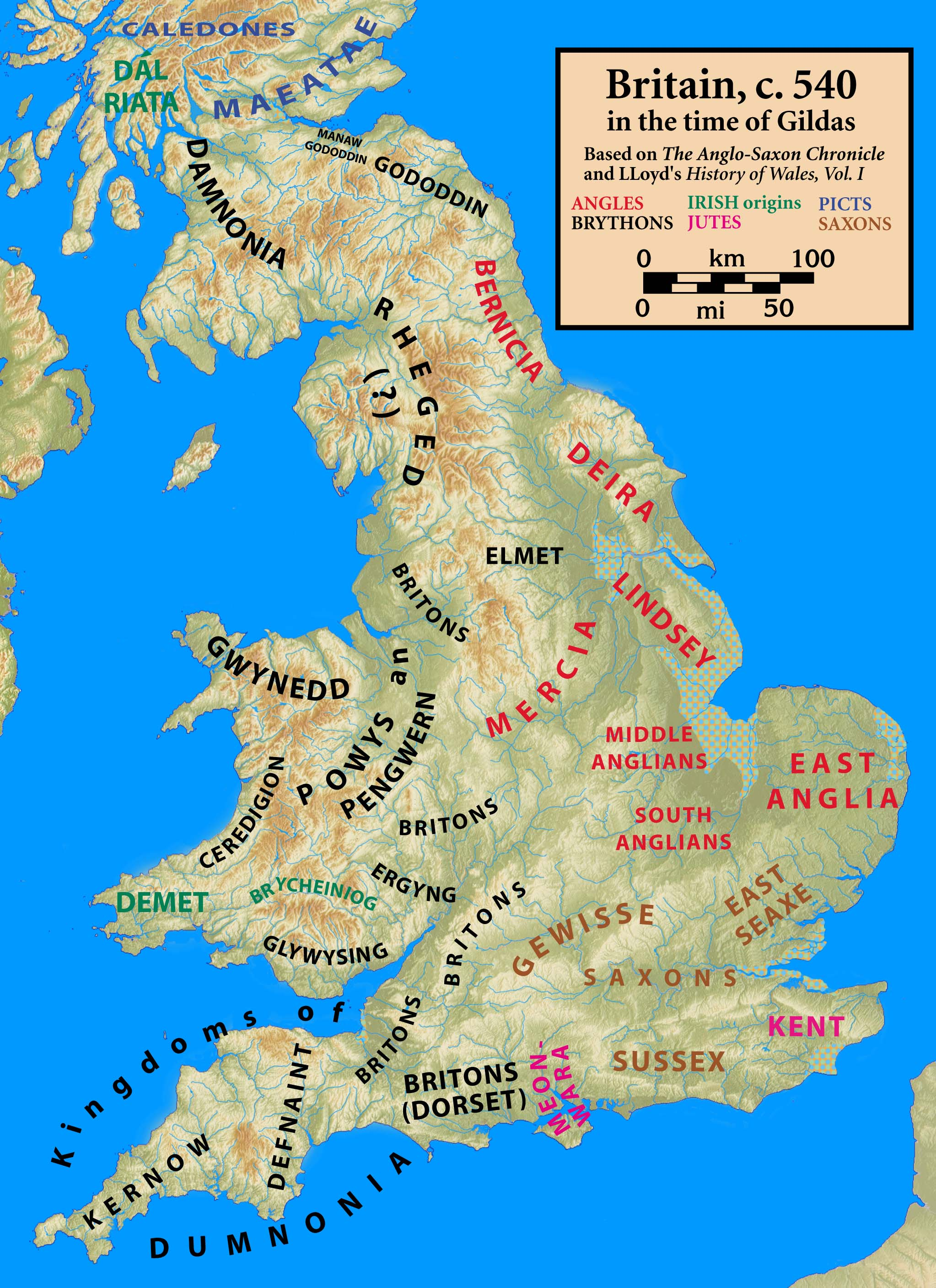
نقشه بریتانیا در سال ۵۴۰ قبل از میلاد مسیح

بریتانیای زیرمجموعه روم (انگلیسی: Sub-Roman Britain)دوره اواخر دوران باستان در جزیره بریتانیای کبیر است که پایان حکومت رومیان در اواخر قرن چهارم و اوایل قرن پنجم را پوشش می‌دهد.اگرچه فرهنگ بریتانیا در آن دوره عمدتاً از منابع رومی و سلتی نشأت می‌گرفت، اما ساکسون‌هایی نیز در این منطقه ساکن بودند که در اصل از ساکسونی در شمال غربی آلمان بودند. ساکسون ها و دیگر مردمان ژرمن به تدریج کنترل بیشتری را به دست گرفتند و انگلستان آنگلوساکسون را در این فرآیند ایجاد کردند